# 等波神社
等波神社（とばじんじゃ）は、滋賀県長浜市に鎮座する神社である。式内社である。旧社格は村社。

## 祭神
鳥磐橡樟船尊を主祭神に、仲哀天皇、神功皇后を配祀する。

## 歴史
白鳳13年（684年）の創祀と伝わる。延喜式内社である。明治9年（1876年）10月に村社に列格し、同42年（1909年）には神饌幣帛料供進神社の指定を受けた。

## 神紋
- 二ッ巴

## 祭事
- オコナイ　2月8日・9日
- 例祭　　　4月9日

## 境内社
- 稲荷神社
- 若王子神社
- 城﨑神社